# Nucularia perrini
Nucularia es un género monotípico de plantas fanerógamas perteneciente a la familia Amaranthaceae. Su única especie: Nucularia perrini Batt., es originaria del Norte de África.

## Descripción
Es un arbusto que alcanza un tamaño de 20-60 (-70) cm de altura, leñoso en la base, con tronco muy ramificado. Los tallos de 50 cm de largo.

## Distribución y hábitat
Se encuentra en lugares arenosos y pedregosos, a veces en rodales puros, a 1000 m altitud en el sur de Marruecos, sur de Argelia, Sáhara Occidental y Libia.

## Taxonomía
Nucularia perrini fue descrita por el botánico, pteridólogo, y briólogo francés, Jules Aimé Battandier y publicado en Bulletin de la Société Botanique de France 50: 469, en el año 1903.